# Прутченко, Сергей Михайлович

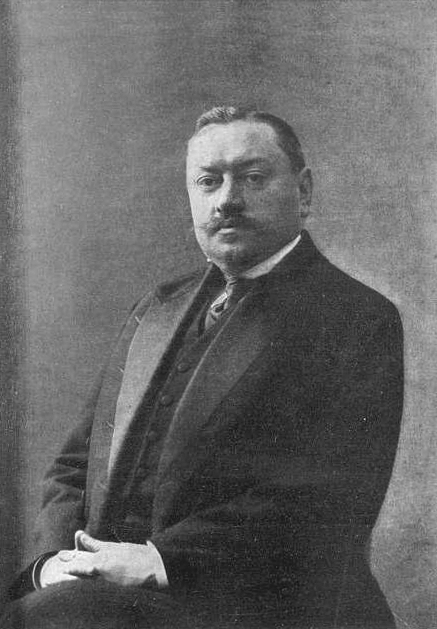

Серге́й Миха́йлович Прутченко (1868 — 1920) — попечитель Рижского и Санкт-Петербургского учебных округов, камергер.
Из потомственных дворян Нижегородской губернии. Сын губернского предводителя дворянства М. Б. Прутченко. Имел собственные 875 десятин земли в Воронежской губернии, в совладении с братом — 3379 десятин в Нижегородской и 15 779 десятин в Костромской губерниях, у матери — 13 969 десятин в Воронежской губернии.
В 1890 году окончил Санкт-Петербургский университет по юридическому факультету с дипломом 1-й степени, причём был награждён золотой медалью за работу «Органическая теория общества» и оставлен при университете для приготовления к профессорскому званию. Через два года получил степень магистра государственного права и отправился для продолжения научных занятий за границу, где посещал Гейдельбергский и Берлинский университеты.
В 1895 году был избран почётным мировым судьёй Богучарского уезда Воронежской губернии, гласным уездного и губернского земских собраний, а 1898 году — уездным предводителем дворянства, в каковой должности состоял до 1904 года, когда отправился в Германию для изучения постановки средней школы. 18 марта 1906 года был избран Нижегородским губернским предводителем дворянства, в каковой должности пробыл до 1908 года.
14 июля 1908 года именным Высочайшим указом назначен попечителем Рижского учебного округа. 18 февраля 1913 года переведён на ту же должность в Санкт-Петербургский учебный округ, а 24 марта 1914 года назначен членом Совета министра народного просвещения, каковую должность занимал до революции 1917 года. С 1910 года состоял в придворном звании камергера, 1 января 1911 года был награждён чином действительного статского советника «за выдающиеся отличия».
Кроме того, состоял почётным мировым судьёй по Богучарскому Воронежской губернии и Княгининскому Нижегородской губернии уездам.
Был женат. Умер в 1920 году в Батуме или Тифлисе.

## Награды
- Орден Святой Анны 2-й степени (1901);
- Орден Святого Владимира 4-й степени (1906);
- Высочайшая благодарность (1910);
- Орден Святого Владимира 3-й степени (1913);
- Орден Святого Станислава 1-й степени (1916).
- медаль «В память царствования императора Александра III»
- медаль «В память 300-летия царствования дома Романовых» (1913)

## Сочинения
- Современные направления науки государственного права в Германии. — СПб., 1896.
- Сибирские окраины: Областные установления, связанные с Сибирским учреждением 1822 году в строе управления русского государства. — СПб., 1899.